# 羅美玲 (政治人物)
羅美玲（1969年5月1日—），中華民國政治人物，民主進步黨籍現任不分區立法委員，台灣史上第二位新住民立法委員。羅美玲是马六甲出身的馬來西亞華人，曾連任兩屆南投縣議會議員。她在2020年當選民進黨南投縣黨部主任委員，2023年出任民進黨南投縣立委補選候選人蔡培慧競選總部主任委員，後任民進黨新住民事務部主任。
家族在南投縣有龐大勢力，但亦引起許多爭議。其夫、前南投縣議長吳棋祥曾因貪污遭到判刑確定，吳棋祥之弟、現任南投縣議員吳棋楠則曾涉及樁腳賄選案，遭判當選無效。

## 經歷
南投市、名間鄉選出的南投縣議會第18－19屆議員。2019年11月，獲提名為民進黨第10屆不分區立委候選人第4名，選舉結果民進黨不分區席次分配到13席，羅美玲當選第10屆立法委員。在2023年時再度入選民進黨不分區名單第五名，並成功連任。

## 選舉紀錄
| 年度 | 選舉屆數               | 選舉區                                 | 所屬政黨   | 得票數    | 得票率 | 當選標記 | 備註 |
| ---- | ---------------------- | -------------------------------------- | ---------- | --------- | ------ | -------- | ---- |
| 2014 | 第十八屆南投縣議員選舉 | 南投縣第一選舉區                       | 無黨籍     | 6,081     | 7.41%  |          |      |
| 2018 | 第十九屆南投縣議員選舉 | 南投縣第一選舉區                       | 民主進步黨 | 6,574     | 8.14%  |          |      |
| 2020 | 第十屆立法委員選舉     | 全國不分區及僑居國外國民立法委員選舉區 | 民主進步黨 | 4,811,241 | 33.98% |          |      |
| 2024 | 第十一屆立法委員選舉   | 全國不分區及僑居國外國民立法委員選舉區 | 民主進步黨 | 4,982,062 | 36.16% |          |      |

## 外部連結
- 羅美玲
- 羅美玲粉絲專頁